# Matteo Solini
Matteo Solini (Bussolengo, 9 marzo 1993) è un calciatore italiano, difensore del Ravenna.

## Carriera
Cresciuto nel Chievo, ha anche trascorso una stagione nel settore giovanile dell'Inter. Disputa le prime stagioni da professionista in prestito con Castiglione, Reggiana e Real Vicenza.
Il 6 luglio 2015 si trasferisce al Renate; il 1º luglio 2016 viene ceduto a titolo temporaneo, assieme ad Arthur Yamga, all'Arezzo.
Il 18 luglio 2017 passa al Carpi, che lascia nel successivo mese di agosto per trasferirsi al Modena; rimasto senza squadra dopo il fallimento dei Canarini e l'esclusione dal campionato, il 30 gennaio 2018 passa, sempre in prestito, al Siena. Il 31 agosto viene ceduto alla Reggina, con cui disputa un'ottima stagione a livello individuale; il 15 luglio 2019 viene tesserato con un biennale dal Como. Dopo aver conquistato la promozione in Serie B, il 16 agosto 2022 prolunga con i lariani fino al 2025.
Il 4 luglio 2024 si trasferisce al Mantova, con cui firma un biennale. Il 30 luglio 2025 passa al Ravenna, neopromosso in Serie C tramite ripescaggio.

## Statistiche

### Presenze e reti nei club
Statistiche aggiornate al 13 maggio 2025.
| Stagione        | Squadra         | Campionato      | Campionato | Campionato | Coppe nazionali | Coppe nazionali | Coppe nazionali | Coppe continentali | Coppe continentali | Coppe continentali | Altre coppe | Altre coppe | Altre coppe | Totale | Totale |
| Stagione        | Squadra         | Comp            | Pres       | Reti       | Comp            | Pres            | Reti            | Comp               | Pres               | Reti               | Comp        | Pres        | Reti        | Pres   | Reti   |
| --------------- | --------------- | --------------- | ---------- | ---------- | --------------- | --------------- | --------------- | ------------------ | ------------------ | ------------------ | ----------- | ----------- | ----------- | ------ | ------ |
| 2012-2013       | Castiglione     | 2D              | 29         | 1          | CI-LP           | 1               | 0               | -                  | -                  | -                  | -           | -           | -           | 30     | 1      |
| 2013-2014       | Reggiana        | 1D              | 20         | 1          | CI-LP           | 2               | 0               | -                  | -                  | -                  | -           | -           | -           | 22     | 1      |
| 2014-2015       | Real Vicenza    | LP              | 10         | 0          | CI-LP           | 0               | 0               | -                  | -                  | -                  | -           | -           | -           | 10     | 0      |
| 2015-2016       | Renate          | LP              | 3          | 0          | CI-LP           | 0               | 0               | -                  | -                  | -                  | -           | -           | -           | 3      | 0      |
| 2016-2017       | Arezzo          | LP              | 24         | 1          | CI+CI-LP        | 0+1             | 0               | -                  | -                  | -                  | -           | -           | -           | 25     | 1      |
| gen.-giu. 2018  | Siena           | C               | 1+3        | 0          | CI-C            | -               | -               | -                  | -                  | -                  | -           | -           | -           | 4      | 0      |
| lug.-ago. 2018  | Siena           | C               | 0          | 0          | CI+CI-C         | 2+0             | 0               | -                  | -                  | -                  | -           | -           | -           | 2      | 0      |
| Totale Siena    | Totale Siena    | Totale Siena    | 1+3        | 0          |                 | 2               | 0               |                    | -                  | -                  |             | -           | -           | 6      | 0      |
| ago. 2018-2019  | Reggina         | C               | 31+2       | 2          | CI-C            | -               | -               | -                  | -                  | -                  | -           | -           | -           | 33     | 2      |
| 2019-2020       | Como            | C               | 13         | 0          | CI-C            | 2               | 0               | -                  | -                  | -                  | -           | -           | -           | 15     | 0      |
| 2020-2021       | Como            | C               | 31         | 2          | -               | -               | -               | -                  | -                  | -                  | SC-C        | 0           | 0           | 31     | 2      |
| 2021-2022       | Como            | B               | 31         | 1          | CI              | 1               | 0               | -                  | -                  | -                  | -           | -           | -           | 32     | 1      |
| 2022-2023       | Como            | B               | 8          | 0          | CI              | 0               | 0               | -                  | -                  | -                  | -           | -           | -           | 8      | 0      |
| 2023-2024       | Como            | B               | 3          | 0          | CI              | 0               | 0               | -                  | -                  | -                  | -           | -           | -           | 3      | 0      |
| Totale Como     | Totale Como     | Totale Como     | 86         | 3          |                 | 3               | 0               |                    | -                  | -                  |             | 0           | 0           | 89     | 3      |
| 2024-2025       | Mantova         | B               | 21         | 2          | CI              | 1               | 0               | -                  | -                  | -                  | -           | -           | -           | 22     | 2      |
| 2025-2026       | Ravenna         | C               | 0          | 0          | CI-C            | 0               | 0               | -                  | -                  | -                  | -           | -           | -           | 0      | 0      |
| Totale carriera | Totale carriera | Totale carriera | 225+5      | 10         |                 | 10              | 0               |                    | -                  | -                  |             | 0           | 0           | 240    | 10     |

## Palmarès

### Club

#### Competizioni nazionali
- Serie C: 1

Como: 2020-2021 (girone A)